# Jezioro Wielkie (powiat gorzowski)
Jezioro Wielkie – jezioro przepływowe na strudze Witna, w woj. lubuskim, w powiecie gorzowskim, w gminie Witnica, leżące na terenie Równiny Gorzowskiej.

## Położenie i charakterystyka
Jezioro Wielkie jest położone w powiecie gorzowskim, w gminie Witnica, na terenie Równiny Gorzowskiej około pięć kilometrów na północny zachód od Witnicy. Jezioro Wielkie otoczone jest całkowicie lasami, a na swoim odpływie zostało sztucznie podpiętrzone wysoką groblą. Odpływ wód z jeziora następuje w kierunku południowym poprzez mnich znajdujący się w grobli.

## Hydronimia
Do 1945 roku jezioro nazywane było Großer See. Od niemieckiej nazwy pochodzi jego potoczne określenie używane przez okolicznych mieszkańców - Grouze. 17 września 1949 roku wprowadzono nazwę Wielkie. Obecnie państwowy rejestr nazw geograficznych jako nazwę jeziora podaje Jezioro Wielkie, z uwagą wg NGRP – Wielkie.

## Morfometria
Według danych Instytutu Rybactwa Śródlądowego powierzchnia zwierciadła wody jeziora wynosi 52,3 ha. Średnia głębokość zbiornika wodnego to 11,1 m, a maksymalna – 29,3 m. Lustro wody znajduje się na wysokości 32,5 m n.p.m. Objętość jeziora wynosi 5 753,0 tys. m³. Natomiast A. Choiński szacuje wielkość jeziora na 46,0 ha. Jeziorna jednolita część wód powierzchniowych ma powierzchnię 54 ha.
Według Mapy Podziału Hydrograficznego Polski jezioro leży na terenie zlewni szóstego poziomu Zlewnia jez. Wielkiego. Identyfikator MPHP to 189443. Powierzchnia zlewni całkowitej wynosi 11,8 km².

## Zagospodarowanie
W systemie gospodarki wodnej jezioro tworzy jednolitą część wód o kodzie PLLW10908. Administratorem wód jeziora jest Regionalny Zarząd Gospodarki Wodnej w Poznaniu. Utworzył on obwód rybacki, który obejmuje wody Jeziora Wielkiego wraz z wodami rzeki Witna od jej źródeł do ujścia do Kanału Stara Warta (Obwód rybacki Jeziora Wielkie na rzece Witniczanka – Nr 1). Gospodarkę rybacką prowadzi na jeziorze Polski Związek Wędkarski Okręg w Gorzowie Wielkopolskim.
Jezioro pełni również funkcje rekreacyjne. Nad południowym brzegiem jeziora znajduje się niewielka plaża z sanitariatami, pole biwakowe, wiata na około sto osób oraz wieża widokowa, dzięki czemu jezioro jest głównym miejscem rekreacji mieszkańców pobliskiej Witnicy.

## Czystość wód i ochrona środowiska
Jezioro znajduje się na obszarze zespołu przyrodniczo krajobrazowego Jezioro Wielkie, którego celem ochrony jest zachowanie w stanie naturalnym krajobrazu Jeziora Wielkiego oraz otaczających go lasów dla celów badawczych, dydaktycznych i turystycznych. Jezioro znajduje się na obszarze Natura 2000 o nazwie Ostoja Witnicko-Dębniańska.
W latach 1997 oraz 2001 przeprowadzono badania czystości wód jeziora. W ich wyniku oceniono czystość wód na ówczesną II klasę, przy czym większość badanych wskaźników mieściła się w granicach I i II klasy. Od około 5 metrów głębokości wody jeziora były całkowicie odtlenione i wykryto tam znaczne przekroczenie związków fosforu. Pomiędzy badaniami w roku 1997 i 2001 zaobserwowano nieznaczne pogorszenie się wskaźników czystości wód. Oceniono, że wody jeziora są odporne na degradację, wpływ na to ma wysoka średnia głębokości, niewielka wymiana wód w ciągu roku oraz przewaga lasów w zlewni bezpośredniej, problemem jest natomiast niewielka objętość akwenu w porównaniu do długości jego linii brzegowej. W 2020 wykonano klasyfikację stanu ekologicznego i chemicznego wód. Stan ichtiofauny zdecydował o umiarkowanym stanie ekologicznym, a stan chemiczny został określony jako dobry. Podczas badań jezioro charakteryzowało się bardzo dużą przeźroczystością wód dochodzącą do 4,6 metra.